# Julianus uruguayus
Julianus uruguayus (Synonyme: Hyla uruguaya und Scinax uruguayus) ist eine Froschart aus der Gattung der Knickzehenlaubfrösche (Scinax) innerhalb der Familie der Laubfrösche.

## Merkmale
Es handelt sich um ziemlich kleine Frösche. Die Haftscheiben an Zehen und Fingern sind etwas abgeflacht. Zwischen den Fingern sind die Schwimmhäute reduziert und fehlen zwischen dem ersten und zweiten Finger völlig. Der Bauch ist einfärbig hell. Die Eier werden in kleinen Teichen abgelegt.

## Verbreitung
Das Verbreitungsgebiet der Art umfasst den Bundesstaat Santa Catarina in Brasilien, die Provinz Corrientes in Argentinien sowie die Departamentos Cerro Largo, Tacuarembó und Treinta y Tres in Uruguay und wahrscheinlich auch Teile des angrenzenden Paraguays.

## Systematik
Im Jahr 2016 wurde nach molekularbiologischen Untersuchungen von Duellman, Hedges und Marion Scinax uruguayus aus der Gattung der Knickzehenlaubfrösche (Scinax) ausgegliedert und zusammen mit Scinax pinimus in eine eigene Gattung gestellt. Der Name dieser Gattung lautete Julianus mit Bezug auf den argentinischen Herpetologen Julián Faivovich, in Anerkennung seiner vielen Erstbeschreibungen und Arbeiten über südamerikanische Frösche.
Diese Umstellung setzte sich jedoch vorerst nicht durch. Im Jahr 2023 wurde jedoch nach ausführlichen molekulargenetischen Untersuchungen die Gattung Julianus wiedererrichtet.
Julianus uruguayus ist die Typusart der Gattung Julianus.